# إكسرخسية
الإكسرخسية أو الأَكْسَرخُوسية هو أي ولاية إقليمية، سواء علمانية أو كنسية ، ويسمى حاكمها إكسرخس. أنشأ الإمبراطور البيزنطي جستنيان الأول أول إكسرخسية خلال غزوه للإمبراطورية الرومانية الغربية السابقة، ولا يزال المصطلح يستخدم لتسمية بعض المجتمعات الأصغر من الكَثُليّين الشرقيين والمسيحيين الأرثوذكس الشرقيين

## من الإكسرخسيات
- اكسرخسية قرطاج
- إكسرخسية ربنة
- إكسرخسية البطريركية الكاثوليكية المارونية في الأردن
- إكسرخسية البطريركية الكاثوليكية المارونية في القدس وفلسطين